# Tachina magnicornis
Tachina magnicornis là một loài ruồi trong họ Tachinidae.